# Anderson Daronco
Anderson Daronco (Santa Maria, 5 de enero de 1981) es un profesor de educación física y árbitro de fútbol brasileño. Es árbitro FIFA desde 2014.

## Carrera
Actualmente arbitra en el Campeonato Gaúcho, la Copa del Nordeste, el Campeonato Brasileño de Serie A y la Copa de Brasil.
El 30 de octubre de 2014, fue escogido para integrar el cuadro de árbitros de la FIFA. Y actualmente, el tercer gaúcho integrante del cuadro, junto con Leandro Pedro Vuaden.
En 2015, fue elegido por la CBF como el cuarto mejor árbitro del Campeonato Brasileño.

## Estadísticas
Actualizado al 16 de mayo de 2019
| Competición                                                                                 | Partidos | Amones. | Expulsiones | Temporadas      |
| ------------------------------------------------------------------------------------------- | -------- | ------- | ----------- | --------------- |
| Campeonato Brasileño de Serie A                                                             | 122      | 570     | 22          | 2011-presente   |
| Campeonato Brasileño de Serie B                                                             | 36       | 160     | 11          | 2009-2018       |
| Conmebol (incluye Copa Libertadores, Copa Sudamericana, Recopa y Campeonatos Sudamericanos) | 28       | 121     | 9           | 2015-presente   |
| FIFA (incluye Mundial, Copa América, Amistosos, Eliminatorias y Juegos Olímpicos)           | 2        | 8       | 0           | 2015- 2016      |
| Total                                                                                       | 188      | 859     | 46          | 2009 - presente |

### Campeonato Sudamericano Sub-20 de 2017
| Fecha                | Partido                  | Sede   | Fase           | Amonestado | Otorgado · Otorgado otra vez · Expulsado | Expulsado | Anotado · Penal |
| -------------------- | ------------------------ | ------ | -------------- | ---------- | ---------------------------------------- | --------- | --------------- |
| 22 de enero de 2017  | Argentina 3 - 3 Uruguay  | Ibarra | Fase de grupos | 10         | 1                                        | 0         | 2               |
| 23 de enero de 2017  | Perú 1 - 1 Venezuela     | Ibarra | Fase de grupos | 7          | 1                                        | 0         | 1               |
| 2 de febrero de 2017 | Colombia 1 - 2 Argentina | Quito  | Fase de grupos | 7          | 0                                        | 1         | 0               |